# Parotocinclus spilosoma
Parotocinclus spilosoma — вид риб з роду Parotocinclus родини Лорікарієві ряду сомоподібні.

## Опис
Загальна довжина сягає 6 см. Спостерігається статевий диморфізм: самці трохи більші за самиць. Голова доволі широка, трохи сплощена зверху. Очі невеличкі. Рот являє присоску. Тулуб подовжений, приосадкуватий, вкрито кістковими пластинками. На череві пластини нерівно розташовані. Спинний плавець низький, довгий. Грудні та черевні плавці широкі, проте останні поступаються розмірами першим. Жировий плавець відсутній. Хвостовий плавець роздвоєно.
Забарвлення оливково-зелено-коричневе з хаотичними золотавими плямами уздовж тіла. Спинний, грудні та хвостовий плавці оливково-зелені з золотавими смужками на променях. На хвостовому плавці також є темні поперечні смужки.

## Спосіб життя
Є демерсальною рибою. Воліє до прозорої води. Зустрічається в річках з помірною течією та піщано-гравійним дном. Часто тримається місць з корчами та округлим камінням. Утворює невеличкі косяки. Живиться водоростями.

## Розповсюдження
Мешкає у річці Параїба (Бразилія).